# Jofo
Cet article possède un paronyme, voir Joffo.
Jean-François Duplantier, plus connu sous son pseudonyme Jofo, est un dessinateur et artiste peintre français. Il est surtout connu pour Toto, son petit personnage rond cerné de noir, aux yeux éberlués et perplexes. Depuis 1981 il vit et travaille à Bordeaux où il a son atelier.

## Biographie
Jofo naît à Bayonne en 1961. À l’âge de 20 ans il part s’installer à Bordeaux et entre à l’école d’architecture. À cette époque, il a déjà créé son personnage, Toto, inspiré de l'un de ses dessins d'enfance. Un style faussement naïf qui a fait la notoriété de son créateur.
En 1990, il fait sa première exposition à Bordeaux sous la marque « Jofo », puis en 1992 il crée un rideau de scène de 60m2 pour le Centre Technique de la Fédération Française de Football à Clairefontaine.
En 1995 il réalise le célèbre « Cylindre à Totos », œuvre peinte monumentale de 200m2 au cœur du Forum des Halles de Paris. Dans le cadre du réaménagement du quartier, la ville de Paris va faire démonter l'installation en 2012, puis la remettre en morceaux à l’artiste.
En 1999, il décore la façade de l’Hôpital des enfants de Bordeaux.

Logo de la chaine de restaurants Bistro Régent

En 2010 il signe le logo de la chaine de restaurants Bistro Régent.
Très attaché à sa ville d’adoption, il réalise en 2012 la série « Chapo Bordo » sur le patrimoine bordelais, suivie en 2014 par la série « Chapi Chato » sur les l’architecture viticole en Gironde.
En 2016, il collabore avec les agences d’architectes Bühler et BUPA en réalisant la sculpture "Pink Rabbit" et des gribouillages métalliques infinis sur les façades de "La Part des Anges" à Villenave d'Ornon.
En 2016, à l’occasion d’un match contre Monaco, il collabore avec l’équipe des Girondins de Bordeaux, dont il est un grand supporter, pour produire un maillot collector. Les bénéfices de la vente permettront de financer la rénovation du décor que Jofo avait fait sur la façade de l’hôpital des enfants.
En 2020, fidèle à sa démarche de soutien aux soignants alors en pleine crise du Covid-19, il réalise sur une immense bâche couvrant les travaux de la place de la Bourse une œuvre intitulée « Explosion de mercis ».
En 2023, l'Institut Culturel Bernard Magrez lui organise une exposition solo retraçant 35 ans de créations tous azimuts : "35 Tours", Jofo 1988/2023
Parallèlement à ses activités graphiques, Jofo fait aussi de la musique. Il est auteur chanteur du groupe de rock SNOC, avec qui il produit quatre albums. Il réalise également plusieurs films sur l’architecture en Chine, à Chicago ou au Japon.

## Œuvres

### Comme dessinateur et peintre
1993 – Exposition L’art dans votre caddie, Caudéran
1995 – Le cyclindre à Totos, Forum des Halles, Paris
1996 – Exposition It’s a wonderful boy, Bx
1997 - Exposition Biarritz et CAC e Mt de Marsan
1998 – Exposition C’est la guerre… very funny ! Bx
1999 – Façade de l’Hôpital des enfants de Bordeaux
2000 – Exposition Amour, voyages et autres batailles, Bx
2000 – Visuel du festival de la bande-dessinée d’Angoulême
2003 - Exposition à la Mauvaise Réputation, Bx
2003 – Exposition 170 panneaux pour le chantier du tramway, Bx
2006 - Exposition au 308, Maison de l'Architecture
2009 - Affiche des 100ans du Salon aéronautique du Bourget
2010 – Exposition "So sad", Paris
2010 - Exposition "0+0=Jofo", Musée Borda de Dax
2010 – Cow parade, vaches des Girondins de Bordeaux et de la CCI
2011 - Exposition La Rochelle
2012 – Bouteille géante pour Millesima au festival Bordeaux fête le vin.
2012 – série Chapo Bordo
2012 – Exposition "So glad", Royan
2012 – Exposition "Can you see the real me ?" Galerie DX, Bx
2013 – Petit Marin nippon (sur Fukushima)
2014 – Série Chapi Chapo
2015 - Exposition "Dreamer"Galerie DX, BX
2016 - Exposition Nantes, Pampelune
2017 - Exposition au CAC40 de Mont de Marsan
2020 – Explosion de mercis, Place de la Bourse, Bx
2021 - Exposition "WoodSnoc", Tinbox Gallery
2022 - Exposition "And I'm different now",Galerie DX, Bx
2023 - Exposition rétrospective à l'Institut Culturel B. Magrez : "35 Tours", Jofo 1988/2023

### Comme chanteur au sein du groupe mod Snoc
2007 - Chasse Spleen
2010 - Belle Errance
2020 - "All Mod Snoc"
2024 - Libéré des Zébrés

### Comme vidéaste
2005 - Red-Trip, sur l’architecture de Pékin et Shangaï
2006 - Let’s go Chicago, sur l’architecture de Chicago
2008 - Banzaï I love you, sur l'architecture au Japon

## Sources et références
1. ↑  « Landes Spirit & Landes Forest », sur Gascogne Bois, 26 mars 2018 (consulté le 26 avril 2020)
2. ↑  « Jofo », sur Site officiel de la ville de Bordeaux (consulté le 26 avril 2020)
3. ↑  « Jofo, artiste adulé à Dax, banni à Paris », sur France 3 Nouvelle-Aquitaine (consulté le 26 avril 2020)
4. ↑  « Le cylindre à Totos », sur cylindreajofo.canalblog.com (consulté le 26 avril 2020)
5. ↑  « "Le cylindre à Totos" de Jofo bientôt détruit », sur francetvinfo.fr, Franceinfo, 6 décembre 2016 (consulté le 26 avril 2020)
6. 1 2  « Hopital des Enfants : rénovation des oeuvres de Jofo », sur chu-bordeaux.fr, 2019 (consulté le 26 avril 2020)
7. ↑  « Jofo: «Une série liée à l'amour que j'ai pour la ville» », sur 20minutes.fr (consulté le 26 avril 2020)
8. ↑  « Audace architecturale », sur SudOuest.fr (consulté le 26 avril 2020)
9. ↑  « Ligue 1 : Bordeaux avec un dessin de Jofo comme sponsor contre Monaco - Foot - L1 - Bordeaux », sur lequipe.fr, L'Équipe (consulté le 26 avril 2020)
10. ↑  « Jofo imagine Une Explosion de mercis pour les soignants à Bordeaux », sur lefigaro.fr, Le Figaro, 17 avril 2020 (consulté le 26 avril 2020)
11. ↑  « Une toile sur Fukushima censurée à Blaye ? », sur Rue89 Bordeaux, 16 avril 2014 (consulté le 26 avril 2020)